# Svetlana Efremova
Svetlana Efremova (Novosibirsk, 15 dicembre 1970) è un'attrice russa naturalizzata statunitense.

## Carriera
Nel 2020 è nel cast principale della serie televisiva Spinning Out. Dal 2023 entra nel cast della terza stagione della serie Apple TV For All Mankind.

## Filmografia

### Cinema
- In linea con l'assassino (Phone Booth), regia di Joel Schumacher (2002)
- Spinning Boris, regia di Roger Spottiswoode (2003)

### Televisione
- The Practice - Professione avvocati (The Practice) - serie TV, 2 episodi (1998, 2003)
- The Guardian - serie TV, episodio 1x16 (2002)
- Squadra Med - Il coraggio delle donne (Strong Medicine) - serie TV, 3 episodi (2003)
- Senza traccia (Without a Trace) - serie TV, episodio 2x04 (2003)
- Cold Case - Delitti irrisolti (Cold Case) - serie TV, episodio 1x08 (2003)
- Giudice Amy (Judging Amy) - serie TV, 2 episodi (2004-2005)
- E.R. - Medici in prima linea (E.R.) - serie TV, episodio 11x06 (2004)
- Detective Monk - serie TV, 2 episodi (2006-2007)
- The Closer - serie TV, episodio 6x11 (2010)
- Body of Proof - serie TV, episodi 1x09, 3x08 (2011-2013)
- Motive - serie TV, episodio 1x07 (2013)
- Shameless - serie TV, episodio 4x04 (2014)
- The Americans - serie TV, 6 episodi (2015)
- Rizzoli & Isles - serie TV, episodio 6x16 (2016)
- The OA - serie TV, episodio 1x02 (2016)
- NCIS: Los Angeles - serie TV, 2 episodi (2017-2018)
- MacGyver - serie TV, episodio 1x17 (2017)
- The Blacklist: Redemption - serie TV, episodio 1x03 (2017)
- House of Cards - Gli intrighi del potere (House of Cards) - serie TV, episodio 5x09 (2017)
- SEAL Team - serie TV, episodio 1x09 (2017)
- Spinning Out - serie TV, 10 episodi (2020)
- Station 19 - serie TV, 2 episodi (2021)
- For All Mankind - serie TV, 10 episodi (2023-2024)

## Doppiatrici italiane
Nelle versioni in italiano delle opere in cui ha recitato, Svetlana Efremova è stata doppiata da:
- Raffaella Castelli ne In linea con l'assassino
- Susanna Martinková in Spinning Boris - Intrigo a Mosca
- Laura Boccanera in Senza traccia
- Patrizia Burul in Detective Monk
- Valeria Perilli in The Closer
- Alessandra Korompay in Motive
- Laura Lenghi in Shameless
- Alessandra Cassioli in The Americans
- Sabrina Duranti in The OA
- Emilia Costa in House of Cards - Gli intrighi del potere
- Michela Alborghetti in NCIS: Los Angeles
- Franca D'Amato in Spinning Out